# Осман Зекі Юнгер
Осман Зекі Юнгер (1880, Стамбул — 28 лютого 1958, Стамбул) — автор Державного гімну Республіки Туреччина композитор, диригент, скрипічний віртуоз.
Музикант, який виховувався як перший турецький скрипаль в османському палаці; Це перший турецький скрипаль, який виконував в Туреччині багато скрипкових творів композиторів європейської класичної музики.
Зекі Юнгер керував османським придворним оркестром, який є основою сьогоднішнього президентського симфонічного оркестру. Зекі Юнгер вперше змусив оркестр проводити публічні концерти в Стамбулі, і перші симфонічні концерти в новій столиці — Анкарі, після проголошення республіки.
Осман Зекі Юнгер — педагог, який зробив значний внесок у створення одного з перших важливих навчальних закладів республіки — Школи вчителів освіти. Він є батьком композитора Екрема Зекі Юна.

## Життя
Осман Зекі Юнгер народився в 1880 році в Ускюдарі. Його дід Сантурі Хільмі Бей, який організував «Фадлед Кедід» (групу народних інструментів, включаючи західні інструменти) в корпусі палацу оркестру Османської держави Musiki Muallim Mektebi; Його батько — Хюсейін Бей, член сім'ї Шекерчі Хачі Бекір.

### Навчання
Після військової підготовки у Бешикташській військовій школі він вступив до Мізика-і-Хюмаюна, османського палацового колективу, і навчався музиці. Своїм талантом II. Коли він привернув увагу Абдулхаміда, його підготували до концертного скрипаля. Він брав уроки скрипки у скрипаля Вондра Бея та уроки теорії музики у Аранда-паші.

### Musiki Muallim Mektebi
Він був призначений головним скрипалем у музичній філармонії «Макам-Hil Хілафет», заснованій Саффет-Беєм в корпусі Musiki Muallim Mektebi. Він доклав зусиль для перетворення гармоніки, яка грав на військових маршах, у симфонічний оркестр. Багато відомих скрипкових концертів композитора стали першим турецьким скрипалем, який грав у Туреччині. Він часто давав концерти Султану Абдулхаміту. Він був нагороджений за свої концерти, а його звання в молодому віці було підвищено до майора.
У 1908 р. після декларації Конституції його звання було зменшено до лейтенанта (лейтенанта); Він продовжував працювати головним скрипалем в оркестрі під керівництвом Саффет Бея. Він також деякий час працював учителем струнних інструментів у Musiki Muallim Mektebi. Крім того, він читав лекції в Дарюлмалліміні (Стамбульська чоловіча вчительська школа).
Під час Першої світової війни він давав концерти в європейських містах разом з Musiki Muallim Mektebi. Цей тур, який відбувся між 17 грудня 1917 — 31 січня 1918 року та охоплював Відень, Берлін, Дрезден, Мюнхен, Пешт, Софію, був першим європейським гастролем турецького оркестру.
Осман Зекі Юнгер, який був призначений диригентом палацового оркестру в 1917 році після відставки Сафет-бея, повернув оркестр до незалежного колективу після повернення європейського туру і вперше дав концерти для публіки поза палацом. Оркестр проводив щотижневі публічні концерти в залі Union Française в Тепебаші.

### Складання Державного Гімну
Своєю головною репутацією композитор домігся, склавши Національний гімн Мехмета Якіфа Ерсоя. Осман Зекі бей був одним із 24 композиторів, яких було запрошено на конкурс композицій, організований Міністерством освіти у 1922 році після того, як поему Мехмета Акіфа було обрано національним гімном у 1921 році. За деякими анекдотами, він склав Державний гімн після звільнення Ізміру від грецької окупації. У той час як робота Османа Зекі бея була обрана п’ятою комісією з відбору конкурсу; Композиція Алі Ріфат Бея в турецькому стилі була обрана першою. Однак у 1930 р. у практиці відбулася зміна циркуляром, який Міністерство освіти надіслало офіційним установам, і до цього дня голос, озвучений складом Алі Ріфата Бея; він почав виступати з композицією західного стилю Осман Зекі Юнгера; став офіційним гімном держави.

### Переїзд до Анкари
Після проголошення Республіки Осман Зекі бей поїхав до Анкари зі своїм оркестром та дав перший симфонічний концерт в історії міста 11 березня 1924 року. Після другого концерту в Анкарі оркестр приєднався до президентства під назвою «Riyaseticumhur Music Committee». Осман Зекі Бей був диригентом оркестру ансамблю, який згодом перетворився на президентський симфонічний оркестр.

### Музична вчительська школа
Осман Зекі Юнгер відіграв важливу роль у створенні Музичної школи вчителів для задоволення потреб країни в учителях музики. Цей заклад став основою консерваторії Анкари. Він був першим викладачем та першим директором школи. Він обіймав посаду директора школи протягом 10 років між 1924—1934 роками.

### Європейський тур
Чотири місяці Осман Зекі Юнгер гастролював у портах Південної та Північної Європи і давав концерти з Президентським симфонічним оркестром 7 червня — 5 вересня 1926 року, завдяки Виставковій виставці товарів, що проводилася на Чорному морі. Це було перше закордонне турне, де турецький оркестр вийшов в епоху республіканців.

### Останні роки
Осман Зекі Юнгер за станом здоров'я пішов на пенсію в 1934 році, і решту свого життя провів в Стамбулі. Коли закон про прізвище набрав чинності, він взяв прізвище «Üngör». Помер у своєму будинку Моді в Стамбулі в 1958 році. Під час похорону на його могилі військовий оркестр виконував Державний гімн. Після Мехмета Акіфа Ерсоя Осман Зекі Юнгер є другою людиною, на похоронах якої звучав Державний гімн Туреччини. Тіло Османа Зекі Юнгера було поховано на кладовищі Караджахмет району Ускюдар.